# Atributo de la personalidad

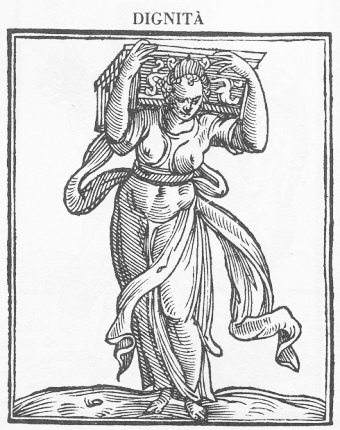
Xilografía de la dignidad humana, tallada en madera por Caesar Ripa

Los atributos de la personalidad, en derecho, son aquellas propiedades o características de identidad propias de las personas físicas o jurídicas como titulares con derechos.

## Características
- Son inherentes: los tenemos solo por el hecho de ser seres vivos.
- Son únicos: solo se puede tener un atributo del mismo orden.
- Son inalienables: están fuera del comercio, no pueden transmitirse por medio de ningún acto ni negocio jurídico.[1]
- Son imprescriptibles: no se adquieren ni se pierden por el mero transcurso del tiempo.[2]
- Son irrenunciables: ni los titulares de estos atributos pueden renunciar a ello unilateralmente ni la autoridad pública puede establecer sanción alguna que implique su eliminación.[1]
- Son inembargables.

## Atributos de la Personalidad jurídica
- Nombre: En las personas físicas corresponde al conjunto de letras y personalidad que sirven para identificar e individualizar a una persona. En las personas jurídicas corresponde a la Razón Social o a la Denominación.
- Capacidad: Es la aptitud que tienen las personas físicas para ser sujetos activos y pasivos de relaciones jurídicas. Suele distinguirse entre capacidad jurídica o de goce, imprescriptible, inmutable, irrenunciable, y de orden público; y capacidad de obrar o de ejercicio concreto de los derechos, que puede ser limitada, parcial y variable. Normalmente, las legislaciones establecen supuestos en los que una persona física puede ser incapacitada mediante decisión judicial cuando no puede gobernarse a sí misma debido a enfermedades persistentes de carácter psíquico o físico.

En las personas jurídicas la capacidad para ser sujetos de derechos y obligaciones está determinada por el alcance de su objeto social y necesariamente se ejercita por medio de la representación a través de una persona física, tanto judicial como extrajudicialmente.
- Domicilio: En las personas físicas se refiere al lugar de permanencia del individuo, en las personas jurídicas al lugar físico donde tiene su domicilio fiscal.
- Nacionalidad: Es el vínculo jurídico que tiene una persona con uno o varios Estados determinados.
- Patrimonio: En las personas físicas son el conjunto de derechos y obligaciones que son susceptibles de valorarse económicamente. En las jurídicas adicionalmente son los medios que les permiten realizar sus fines. El patrimonio puede ser pecuniario o moral
- Estado civil: Es la calidad o posición permanente que un individuo ocupa en la sociedad, en orden a sus relaciones de familia, en cuanto le confiere o impone determinados derechos, deberes y obligaciones civiles.[3]